# Tiftlingerode
Tiftlingerode is een dorp in de Duitse gemeente Duderstadt in de deelstaat Nedersaksen. In 1973 werd het dorp bij Duderstadt gevoegd. Het dorp ligt slechts één km ten zuid-zuidwesten van die stad.
Tiftlingerode wordt voor het eerst vermeld in een oorkonde uit 1190. Mogelijk bestond het dorp echter al in de 9e of 10e eeuw; bij gebrek aan betrouwbare documenten kan dit echter niet bewezen worden.  Het dorp was een van de elf Raadsdorpen van Duderstadt en kende van de 15e tot in de 19e eeuw veel ellende door oorlogsgeweld, ziekten en andere rampen. Ook moesten veel boeren in het dorp tienden aan de stad (in natura, te weten in graan) afdragen, en hand-en-spandiensten verrichten, zodat dezen de facto horigen van het stadsbestuur waren. Aan deze misstanden kam in de 19e eeuw een einde. De dorpskerk dateert uit 1980. ze is gewijd aan Sint Nicolaas. Sint Nicolaas komt ook in het wapen van het dorp voor.  Het gebouw heeft twee voorgangers gehad, waarvan de eerste gebouwd werd in de tiende eeuw. Van de voorgaande, uit 1687 daterende kerk is bij de sloop een klein gedeelte bewaard gebleven en elders in het dorp weer overeind gezet. Het is nu een oorlogsmonument.